# Daniele Papi

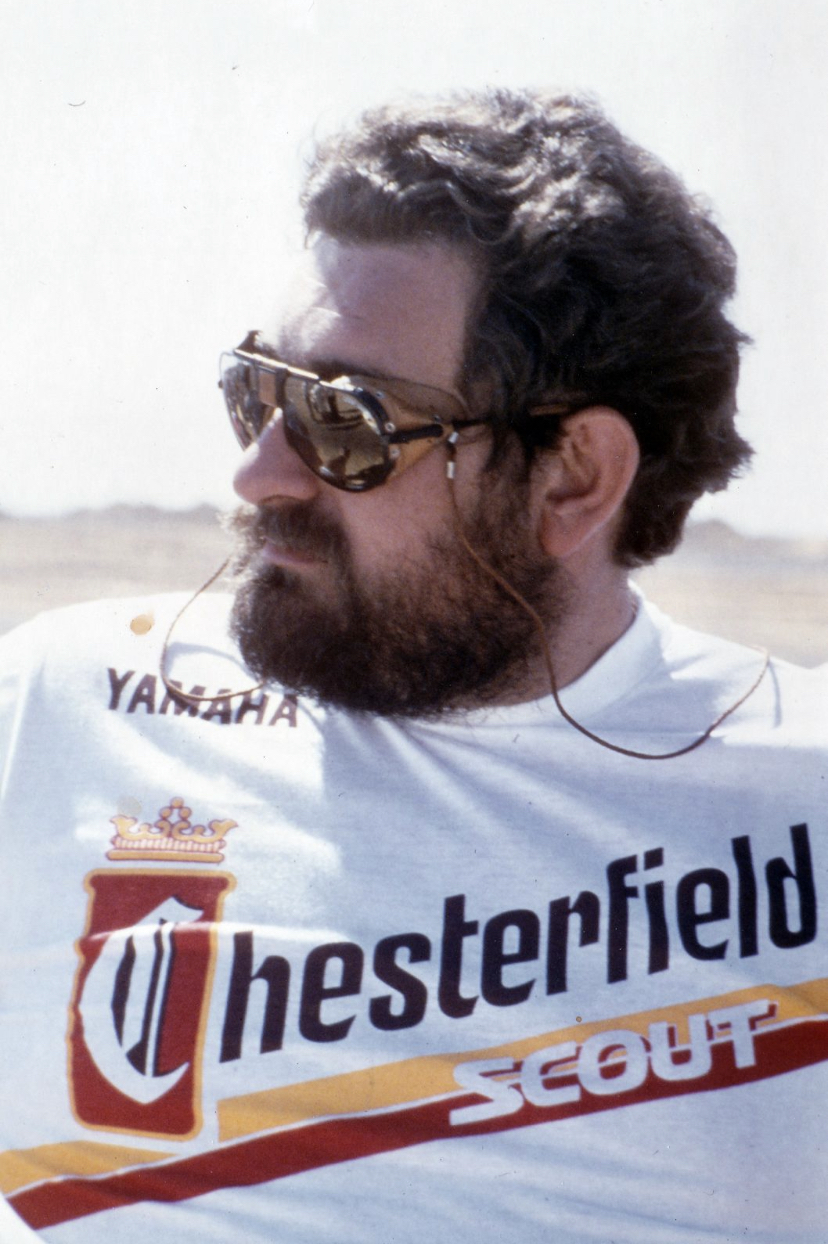
Daniele Papi nelle sabbie della Paris-Dakar 1987.

Daniele Papi (Castelnuovo di Garfagnana, 27 settembre 1949) è un dirigente sportivo italiano.

## Carriera
L'esordio nello sport motociclistico è avvenuto attraverso l'Associazione Motociclistica Perla del Tirreno che Papi fondò a Viareggio nel 1972.
Nel 1979, fu nominato dalla Federazione Motociclistica Italiana Commissario Tecnico della Nazionale di Enduro fino al 1981 e Presidente del Settore Tecnico dal 1981 al 1984. La Nazionale italiana, sotto la sua guida, vinse il Titolo mondiale Enduro nel 1979 a Siegen in Germania; nel 1980 a Brioude in Francia e nel 1981 all'Isola d'Elba in Italia, segnato l'unica tripletta nella storia italiana di questa specialità.
Dal dicembre 1981 al giugno 1984 è stato Presidente del Settore Tecnico della Federazione Motociclistica Italiana. Dopo l'esperienza vincente nell'Enduro, mise mano al completo aggiornamento dei regolamenti federali. Costituì le Squadre Nazionali in ogni disciplina dando loro regole e programmi . Ufficializzò la figura dei Commissari Tecnici di specialità e creò dei team che supportavano piloti e team italiani impegnati nei vari campionati mondiali, contribuendo alla crescita e alla consacrazione di molti giovani piloti.
Nell'autunno del 1984 accettò l'invito di Yamaha a costituire e gestire la partecipazione ufficiale alla Paris-Dakar. Nell'arco di dieci anni attraverso BYRD, una struttura con capitale italo-nipponico, sorta in Italia, della qualei divenne CEO, gestì e diresse squadre e piloti che gareggiarono vittoriosamente, nella Paris-Dakar ed in altri rally in Africa, Sudamenrica, Oceania ed Europa e nei campionati mondiali di Enduro, Motocross, Gran Prix e Superbike.
BYRD, oltre che un reparto corse, dove facevano capo tutti i piloti ufficiali, fu anche centro di Ricerca e Sviluppo, all'interno del quale, oltre cinquanta tecnici, tra ingegneri e meccanici provenienti da tutti i continenti, lavorarono ad importanti progetti sia sportivi che legati alla produzione.
La vita di questa struttura fu breve ma densa di risultati, tant'è che ancora oggi esistono sui social, gruppi di ammiratore dei modelli creati da BYRD e condotti in gara a tutte le latitudini dai suoi piloti ufficiali conquistando allori a livello mondiale.
Nel 1993, profondamente toccato dalle tragiche morti di due dei suoi piloti, decise di uscire completamente dal mondo delle competizioni.
Nel 2016 ha ideato ed organizzato la prima edizione di Queens' Cavalcade, una manifestazione internazionale itinerante, riservata soltanto a moto d'epoca e a bicilindriche moderne.
Dal 2019, dopo avere concluso la sua esperienza nel settore della comunicazione strategica cui si era dedicato negli ultimi venticinque anni, ha modificato la mission della sua società dando vita a Square, un marchio che raccoglie numerosi esperti nella gestione professionale di eventi legati prevalentemente ai motori ed il primo frutto di tale collaborazione è stata Eraid, una manifestazione, che si ripete negli anni, concepita in stretta collaborazione con le case automobilistiche, per la promozione dell'uso di vetture elettriche.